# Andreas Bourani
Andreas Bourani (Augsburg, 2 november 1983) is een Duits zanger.

## Biografie
Bourani werd geboren in 1983 als zoon van vermoedelijk Noord-Afrikaanse ouders, die hij nooit gekend heeft. Hij werd geadopteerd door een Duitse familie uit Augsburg, en nam hun achternaam Stiegelmair aan. Na het gymnasium te hebben doorlopen studeerde hij aan het Downtown Music Institute, waar hij ook zangles kreeg.
In 2003 nam hij deel aan de ZDF-talentenjacht Die deutsche Stimme. Hij nam zijn oorspronkelijke achternaam Bourani aan als artiestennaam. Na meerdere kleine optredens kreeg Bourani in 2010 een platencontract bij Universal Music. Hij trad bij onder andere Philipp Poisel op in het voorprogramma. Radiozenders als Bayern 3, Fritz, 1 Live en SWR3 voegden Bourani's nummers toe aan hun playlist.
Zijn debuutsingle Nur in meinem Kopf verscheen in mei 2011. Dit leverde Bourani zijn eerste hit op. In juni dat jaar verscheen zijn debuutalbum Staub & Fantasie, dat goud werd in Duitsland.
Bourani's tweede album Hey verscheen in mei 2014. Voorafgaand aan het album verscheen een paar weken eerder al de single Auf uns, wat een nummer 1-hit werd in Duitsland en Oostenrijk. De ballad Auf anderen Wegen, die in september 2014 als tweede single van het album verscheen, werd eveneens een succes.
In 2015 werd Bourani jurylid in The Voice of Germany. Datzelfde jaar scoorde hij met rapper Sido wederom een nummer 1-hit met Astronaut.
Na een lange pauze bracht Bourani in juli 2021 de single Wilkommen zurück uit, een samenwerking met Clueso.